# Новогвинейска забулена сова
Новогвинейската забулена сова (Tyto tenebricosa) е вид птица от семейство Забулени сови (Tytonidae). Среща се в югоизточна Австралия, Нова Гвинея и остров Флиндърс.

## Физически характеристики
Имат сиво-черно оперение с бели петънца по главата и крилете, като женските са с по-светла окраска. Очите са големи и тъмни. Женските достигат дължина 37 – 43 cm и тегло 750 – 1200 g. Мъжките са по-дребни, с дължина 37 – 43 cm и тегло 500 – 700 g. Дължината на крилете е 30 – 40 cm, опашката е къса.

## Местообитание
Новогвинейските забулени сови са нощни птици. През деня спят в гъсти корони или големи хралупи на дървета и в пещери. Рядко могат да бъдат видени и чути. Срещат се в области с дълбоки дерета във влажни гори. Могат да ловуват и в по-сухи области, но обикновено гнездят и се размножават в по-влажни местности.

## Хранене
Новогвинейската забулена сова се храни предимно с гризачи и торбести бозайници като летяща торбеста катерица и захарна торбеста летяща катерица. Също така, понякога се храни с птици, прилепи и насекоми.

## Размножаване
Гнездото е в големи кухи дървета или в пещери. Женската остава в него няколко седмици и снася едно или две яйца. Обикновено носенето започва през януари до юни, но може да се случи почти по всяко време на годината, в зависимост от местоположението и климатичните условия. Инкубационният период трае 42 дни. Мъжката птица носи храна на женската, която рядко напуска гнездото. Малките се раждат матово сиви и започват да летят на три месеца, като остават зависими от родителите си продължителен период и след това. Продължителността на живота им е неизвестна.